# 順風清潔能源
順風國際清潔能源有限公司，簡稱順風國際清潔能源，以及順風清潔能源，前身為順風光電國際有限公司（英語：Shunfeng International Clean Energy Ltd.，港交所：1165），在2005年，由魯建清（前首席執行官）和潘猛，於江蘇省武進市（總部）成立「江蘇順風光電科技有限公司」。
現時董事長為張懿。現時該業務全球經營研發、生產和銷售各種太陽能光伏產品。
股份在2011年7月13日於港交所主板上市。招股價為1.09至1.42港元，全球發售為3.9亿股，集資額為5.5億港元。
2013年11月15日，順風光電收購破產的尚德電力，對資產進行重組。

## 連結
- sf-pv.com （页面存档备份，存于）